# Batalla de Pollentia
La batalla de Pollentia tuvo lugar el 6 de abril de 402 en la ciudad italiana de Pollentia (la actual Pollenzo). Esta batalla tuvo gran importancia para el ordenamiento futuro de los territorios europeos.
El rey visigodo Alarico I, tras asediar Milán y Asti, decide bajar hasta la llanura del Po, donde el día de Pascua acampa, cerca de Pollentia para poderse abastecer. Allí son sorprendidos por las tropas romanas al mando de Estilicón. La victoria fue para las tropas romanas.
Actualmente en la ciudad moderna todas las Pascuas se celebra una representación de la batalla en Pollenzo.